# 加加林 (斯摩棱斯克州)
55°33′N 34°59′E / 55.550°N 34.983°E
加加林（羅馬化：Gagarin）是俄羅斯斯摩棱斯克州東部的一個城市，位於連接莫斯科和斯摩棱斯克的鐵路上。2002年人口28,789人。
1719年開埠，稱為格扎茨克（Гжатск），1776年建市。1968年改以當地附近出生的世界首名宇航員尤里·加加林命名。

## 著名的當地人
- 尼古拉·諾斯科夫，俄羅斯搖滾音樂家